# إيثل مورهيد
كانت إيثل أغنس ماري مورهيد (28 أغسطس 1869- 4 مارس 1955) مناصرة لحق المرأة بالتصويت ورسامة بريطانية وأول مناصرة إسكتلندية لحق المرأة بالتصويت يجري إطعامها قسريًا.

## نشأتها
وُلدت مورهيد في 28 أغسطس 1869 في فيشر ستريت بميدستون في كنت. كانت إحدى ستة أطفال للعميد الجراح جورج ألكسندر مورهيد، وهو جراح عسكري أيرلندي كاثوليكي المولد، وزوجته مارغاريت همفريز (1833- 1902)، وهي امرأة أيرلندية من أصل فرنسي هوغونيتي تزوجها في الهند في كاتدرائية مادراس الرومانية الكاثوليكية يوم 9 سبتمبر 1864. 
كان جدها لأمها النقيب جون غولان همفريز، وهو من المحاربين القدامى المشاركين في الحرب النابليونية، وفي جيل أقدم قاتل فرد من أفراد عائلة أمها (بيير غولان) في معركة بوين عام 1690.
كانت أختها الكبرى أليس مورهيد (1868- 1910) رائدة في الطب النسائي، وتدربت بصفة جراحة وطبيبة، وكان أربعة من أخوتها أطباء، مثلما كان عدد من ذكور عائلة والدها.
عُين والدها في فوج بيركشاير بأفغانستان بصفة جراح عسكري في 1870، ولم تره كثيرًا في سنواتها الأولى، من الفترة التي قضاها في الهند في سنوات ما بعد التمرد إلى ترقيته إلى رتبة رائد جراح عندما كانت مورهيد في الرابعة من عمرها فقط. عاشت الأسرة في شوبيرينيس بكنت ثم عُين في بورت لويس بموريشيوس وتقاعد عميدًا جراحًا في 1880، وانتقلوا إلى غالواي، حيث دخل الأطفال المدرسة. عندما كان أخوتها جورج أوليفر وآرثر وأختها أليس يدرسون الطب في إدنبرة، من 1888 حتى 1894، عاشت العائلة في 20 شارع ويندسور بإدنبرة. ثم عاشت العائلة في سانت هيلير بجيرسي قبل أن تذهب إلى غلاسكو، حيث درس أخ آخر، هو روبرت، الطب، قبل أن يستقر والدها في 20 شارع ماغدالين يارد بدندي منذ 1900، وهكذا في عام 1902، عاشت في مكان أقرب إلى مستشفى دندي النسائي الخاص بها المنشأ حديثًا. ثم انتقلت العائلة مؤقتًا إلى منزل بيتالبين في لوتشي وفي 1907 انتقلت إلى ’ذا ويشا‘ المبني حديثًا في هيزل درايف بدندي، حيث تمكنت مورهيد من امتلاك استوديو.

## حياتها المهنية
بعد أن تدربت بصفة فنانة، عندما كانت في التاسعة والعشرين، في باريس تحت إشراف موتشا وفي استوديو ويسلر، وأتيلييه كارمين، بين أكتوبر 1898 وأبريل 1901، مع زميلتها الرسامة جانيت أوليفانت من دندي، عادت مورهيد إلى دندي وجهزت استوديو بورتريه مع أوليفانت حيث عملت لخمس عشرة سنة، في ذا أركيد 4 شارع كينغ. انضمت كلتاهما إلى جمعية دندي للفن الجرافيكي، أوليفانت بصفة شريكة ومورهيد عضوًا عاديًا حتى 1909. كان معرض مورهيد الأول منظرًا طبيعيًا وست صور أخرى، وفي معرض المئوية عام 1901، أشادت الصحافة المحلية، بما فيها دندي أدفيرتايزر، بأعمالها على أنها ’جواهر المجموعة من وجهة نظر فنية‘.